# Saint Mark (Dominica)
Saint Mark is de kleinste parish van de eilandstaat Dominica. Het bevindt zich ongeveer 8 km ten zuiden van de hoofdstad Roseau. De parish bevat de dorpen Gallion, Scotts Head en Soufrière.

## Scotts Head
Scotts Head is een schiereiland en voormalig eiland tegenover het vissersdorp Scotts Head. Het is vernoemd naar de Britse kolonel George Scott die Dominica van de Fransen veroverde. Aan Scotts Head heeft zich een tombolo (landengte) gevormd tussen Soufrière Bay, een gezonken vulkaankrater, en de zee, en werd het eiland uiteindelijk een schiereiland. De baai wordt veel gebruikt door duikers, en bereikt een diepte van ongeveer 35 meter. In 1987 werd de baai beschermd als Soufriere Scottshead Marine Reserve.
Op het schiereiland staan de restanten van Fort Cachacou waar in 1778 en 1805 strijd was geleverd tussen de Britten en de Fransen. In 2011 telde Scotts Head 709 inwoners.

## Soufrière
Soufrière is een vissersdorp aan de Soufrière Bay, en is met 973 inwoners het grootste dorp van de parish. Het dorp is arm, maar schilderachtig. Het heeft een 18e-eeuwse kerk gebouwd uit vulkanisch steen, en een klein strandje. Bij het dorp bevindt zich Sulphur Spring, een maanachtig landschap met kokende modderpoelen en een zwavellucht. Er zijn poelen met een temperatuur van 170°C, maar ook koelere poelen die gebruikt worden voor modderbaden.

## Galerij

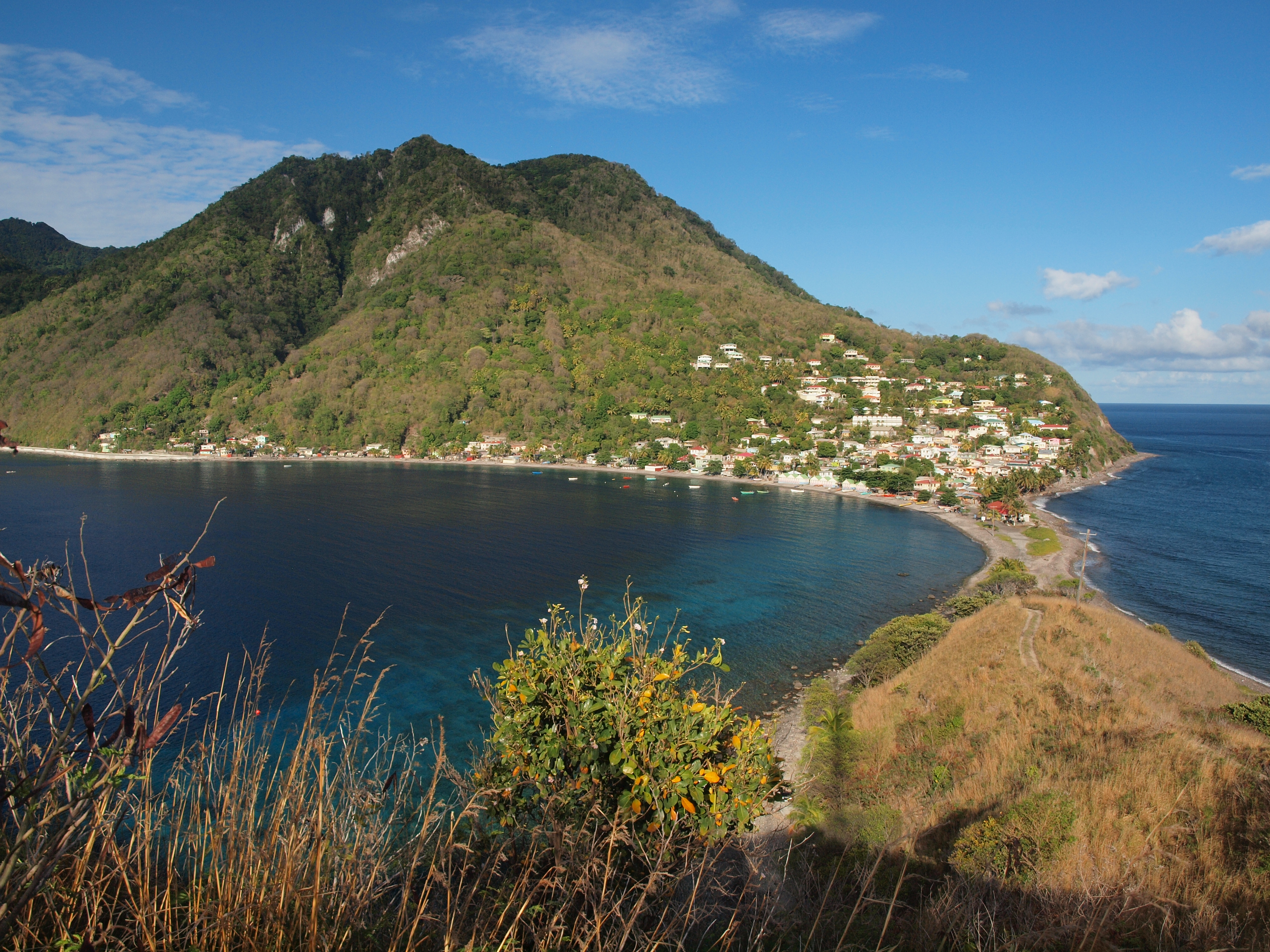
Dorp Scotts Head gezien vanaf het schiereiland
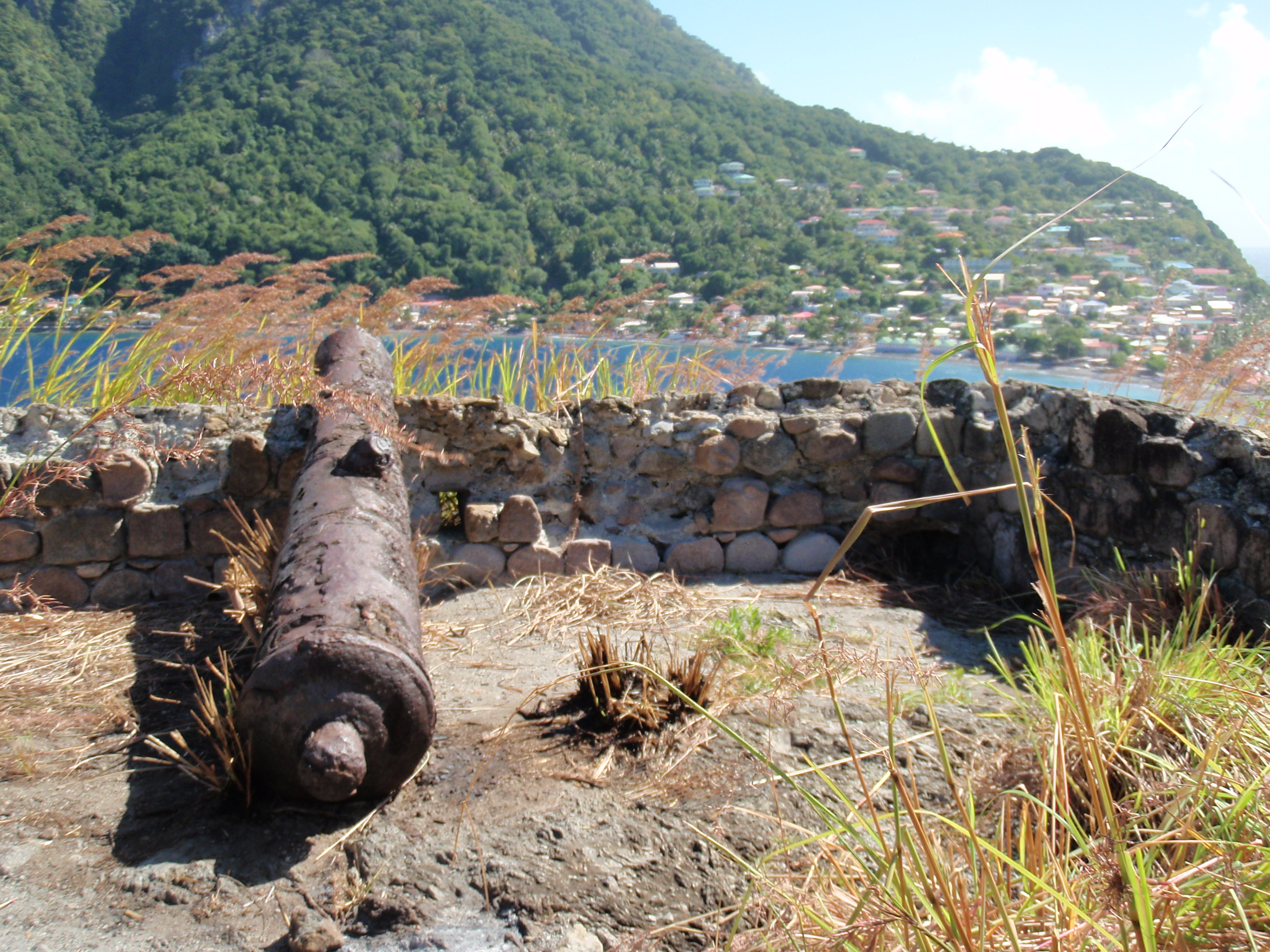
Fort Cachacou
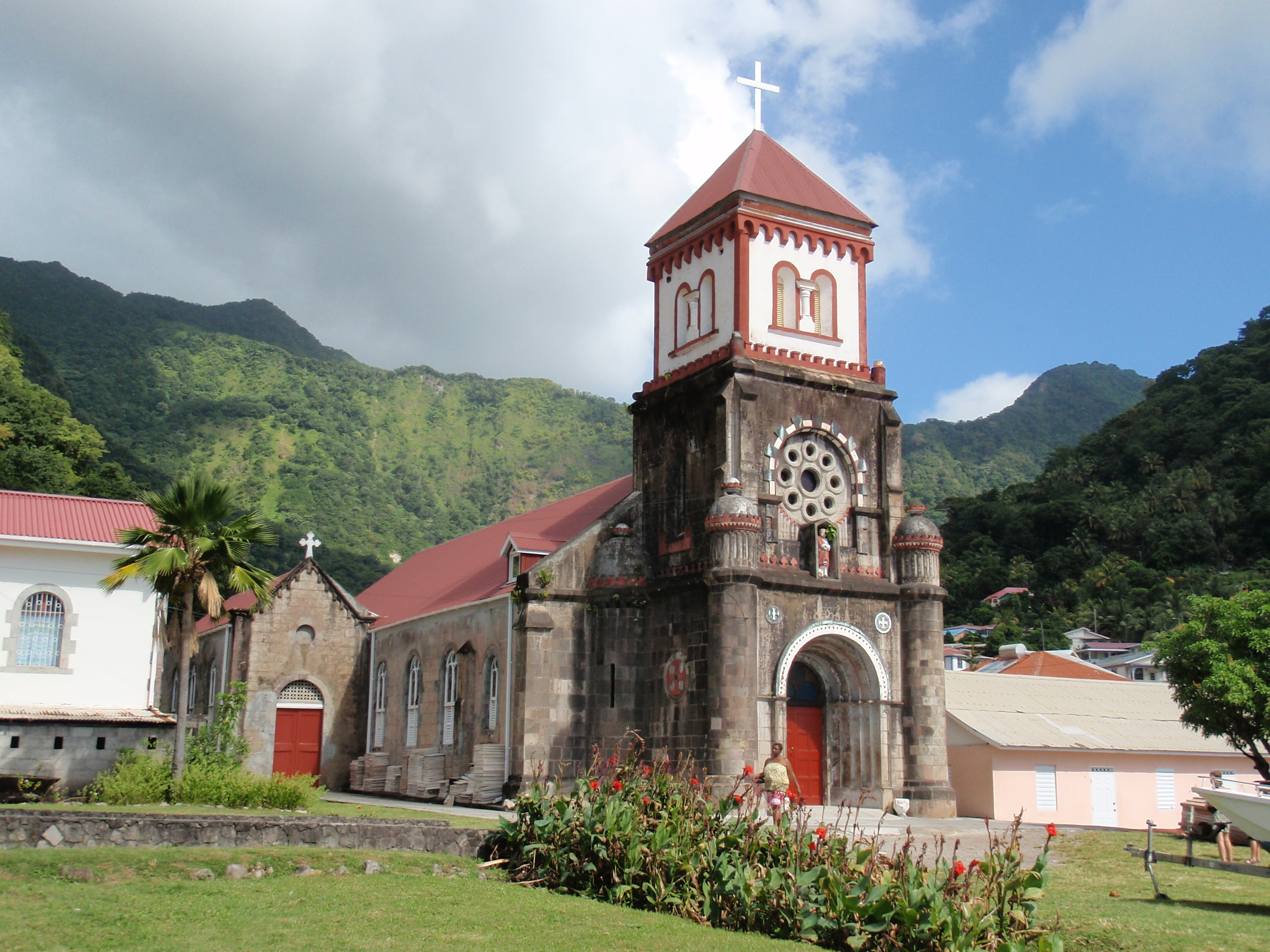
Kerk van Soufrière
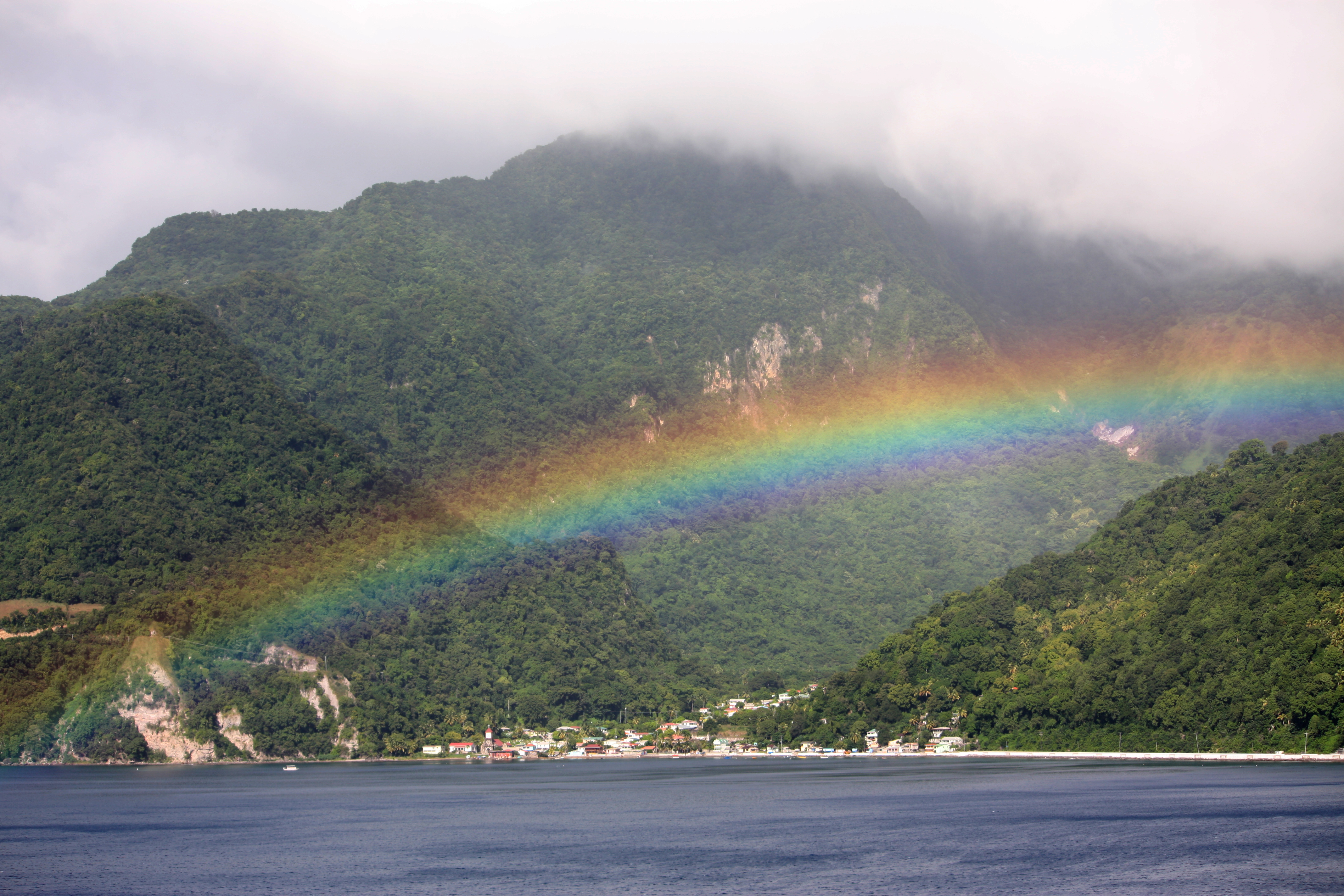
Baai van Soufrière

- MusicBrainz: ea605550-08ef-43ad-8a77-0d2008d370c5

Saint Andrew · Saint David · Saint George · Saint John · Saint Joseph · Saint Luke · Saint Mark · Saint Patrick · Saint Paul · Saint Peter